# En chemin elle rencontre...
En chemin elle rencontre... est une série de bandes dessinées collectives et engagées, axées autour des droits des femmes. Publiés par Des ronds dans l'O avec le soutien d'Amnesty International, les trois albums réunissent plusieurs artistes pour des récits, des documents et des illustrations en faveur de l'égalité de traitement. 

## Genèse
Marie Moinard est une auteure de bande dessinée et éditrice française qui dirige, depuis 2005, la maison Des ronds dans l'O. Elle est coordinatrice du projet, qu'elle envisageait depuis longtemps, dans une démarche éducative et militante. Bien qu'il existe d'autres bandes dessinée traitant de la violence envers les femmes, elles sont relativement rares ; les trois ouvrages proposés balaient un spectre thématique étendu. Moinard choisit le média de la bande dessinée pour toucher un public large (à l'exemple d'ouvrages comme Maus et Persepolis), notamment les jeunes. Elle sollicite les auteurs susceptibles de s'investir dans les divers sujets, chacun selon son profil créatif, par exemple en confiant à Charles Masson, médecin, le récit sur l'excision. Elle-même y rédige un récit sur la violence dans le couple, en tandem avec Éric Corbeyran (dessin de Vanders), pour montrer que la victime n'a pas à se sentir honteuse. Le titre du recueil est tiré de La Rirette, une chanson paillarde française dont l'histoire peut être vue comme celle d'un viol collectif.
Afin de donner au livre une meilleure diffusion, Moinard contacte plusieurs associations où agissent des intervenants en milieu scolaire : le mouvement français pour le planning familial, le Groupement pour l’abolition des mutilations sexuelles (GAMS), la Fondation Scelles... Amnesty International suit le projet de près et rédige la préface.
Les ouvrages comportent illustrations, bandes dessinées, textes — dont des textes de loi — et statistiques, ainsi que des coordonnées pour joindre les acteurs associatifs. Plusieurs contributions comportent une dimension d'« humour acide ». Les régions mises en scène appartiennent à plusieurs continents.

## Expositions et conférences
Dans le sillage de la série se tiennent plusieurs expositions de planches et dessins originaux : en 2011, pour le lancement du tome 2, avec la présidente d’Amnesty International France, Geneviève Garrigos ; en 2014, une autre exposition est proposée lors du festival d'Angoulême, puis en 2017 en région parisienne.

## Accueil
La série attire des chroniques favorables dans plusieurs médias bédéphiles, tant pour le propos de fond que pour le traitement narratif et esthétique, comme ActuaBD,,, BoDoï, BDZoom, Auracan,, BD Gest'.

## Albums et artistes

### Volume 1
- Marie Moinard et collectif, En chemin elle rencontre... Les artistes se mobilisent contre la violence faite aux femmes, Des ronds dans l'O / Amnesty International, septembre 2009, 96 p. (ISBN 978-2-917237-06-9)

L'ouvrage aborde des thèmes comme « la violence conjugale, la lapidation, l’excision, le mariage forcé, la traite des femmes en vue de prostitution, le crime d’honneur, le viol », le harcèlement moral.
Participants :
- Isabelle Bauthian
- Adeline Blondieau
- Caza (Philippe Cazaumayou)
- Daphné Collignon
- Éric Corbeyran
- Carine De Brab
- Lucien De Gieter
- Renaud Dillies
- Didgé
- Christian Durieux
- René Follet
- André Geerts
- Frédéric Jannin
- Kness
- Pierre Kroll
- Kris
- Denis Lapière
- Emmanuel Lepage (couverture)
- Magda (Magda Seron)
- Malik
- Charles Masson
- Alain Maury
- Marie Moinard
- Rebecca Morse
- Nicoby (Nicolas Bidet)
- Jeanne Puchol
- Sergio Salma
- Aude Samama
- Séraphine
- Raives
- Bernard Swysen
- Turk
- Vanders
- Philippe Xavier

### Volume 2
- Marie Moinard et collectif, En chemin elle rencontre... Les artistes se mobilisent pour le respect des droits des femmes, Des ronds dans l'O / Amnesty International, février 2011, 96 p. (ISBN 978-2-917237-15-1)

L'ouvrage aborde des thèmes comme les viols homophobes à l’encontre des lesbiennes, l'accès à l’IVG, le lynchage de femmes algériennes à Hassi Messaoud, l’accès aux soins, le déséquilibre des naissances dans certaines régions, la violence en milieu scolaire, le stress traumatique, la violence psychologique...
Participants :
- Agnès Bihl
- José-Louis Bocquet
- Claire Bouilhac
- Catel Muller
- Florence Cestac
- Laëtitia Coryn
- Rémi Courgeon
- Étienne Davodeau (couverture)
- Nathalie Ferlut
- Jacques Ferrandez
- René Follet
- Johanna (Johanna Schipper)
- Chris Lamquet
- Marie-Hélène Loisel
- Pat Masioni
- Kkrist Mirror
- Marie Moinard
- Dimitri Piot
- Damien Roudeau
- Anne Rouvin
- Muriel Salmona, psychiatre (victimologie)
- Gilles Rochier
- Tsutsail
- Vanders

### Volume 3
- Marie Moinard et collectif, En chemin elle rencontre... Les artistes se mobilisent pour l'égalité femme-homme, Des ronds dans l'O / Amnesty International, février 2013, 84 p. (ISBN 978-2-917237-46-5)

L'ouvrage porte sur le sexisme dans le langage, l’éducation genrée et le milieu scolaire, le harcèlement de rue, l’inégalité dans la sphère politique, l’inégalité économique...
Participants :
- Nicole Abar
- Éric Appéré
- Aurélia Aurita
- Catherine Beaunez
- Claire Bouilhac
- Caza (Philippe Cazaumayou)
- Florence Cestac (couverture)
- Laëtitia Coryn
- Virginie Greiner
- Olivier Le Bellec
- Étienne Lécroart
- Éric Lenaerts
- Valérie Mangin
- Damien Marie
- Marie Moinard
- Anthony Moreau
- Christelle Pécout
- Jeanne Puchol
- Marc-Renier
- Anne Rouvin
- Sergio Salma
- Tignous
- Vanders